# Hans Kizero
Hans Kizero (zm. 6 lipca 1628) – kapitan polskiego okrętu królewskiego. 

## Życiorys
Był dowódcą Żółtego Lwa, nazywanego także przez marynarzy "Starą Pinką", będącego pierwszą polską jednostką przeznaczoną do służby na morzu. Kapitan wsławił się skutecznym polowaniem na statki przewożące kontrabandę dla Szwedów – m.in. dopadł na pełnym morzu i zarekwirował holenderską fluitę „Feniks” (później wcieloną do floty polskiej), a także statki z Lubeki. 
Kizero zginął wraz 6 innymi marynarzami nad ranem 6 lipca 1628 roku w czasie bitwy pod Latarnią, gdy „Żółty Lew” eksplodował po trafieniu w komorę prochową szwedzkim pociskiem.